# نبرد یون‌آن
نبرد یون‌آن (انگلیسی: Battle of Yonan) یکی از نبردهای تهاجم ژاپن به کره (۱۵۹۸–۱۵۹۲) بود.